# Blue Panorama Airlines
Pour les articles homonymes, voir BPA.

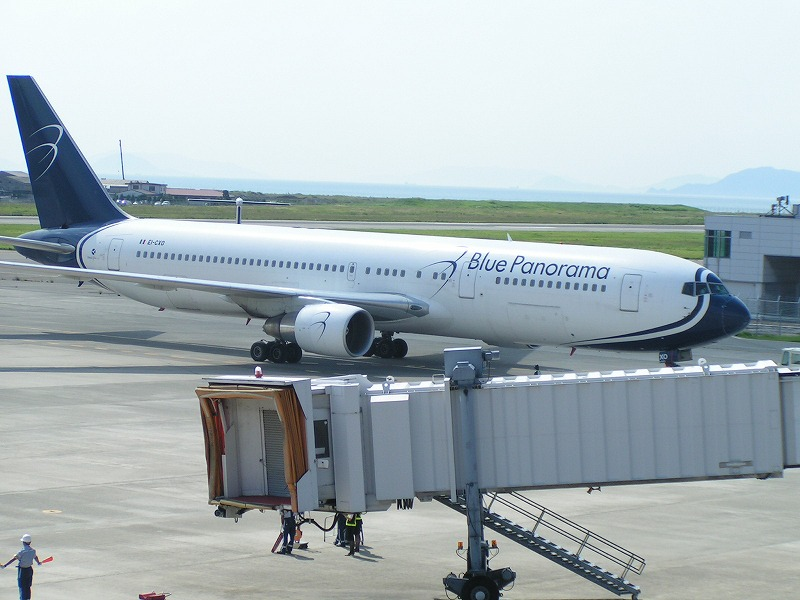
Blue Panorama Airlines Boeing 767

Blue Panorama Airlines S.p.A. (code AITA : BV ; code OACI : BPA) est une compagnie aérienne charter italienne, créée en décembre 1998.

## Histoire
Elle a transporté 443 500 passagers en 2003.
Cette compagnie a créé une filiale à bas coûts, sous le nom commercial de Blu-Express (sans « e »).
À la suite de graves difficultés financières rencontrées par la compagnie, qui s’est placée sous le régime européen de protection contre la faillite, une licence provisoire a été attribuée pour une année en octobre 2012. Le plan de restructuration a amené à réduire la flotte et le nombre de destinations desservies, ce qui a permis de sauver la compagnie et sa filiale à bas coûts.

## Destinations
À la suite du plan de restructuration lancé fin 2012, le nombre de destinations desservies a été réduit. Les vols à destination de la France (Nice, Grenoble, etc.) ont été supprimés notamment.
En 2020, la compagnie desservait :
- en Europe : l'Italie et l'Albanie ;
- en Afrique : le Cap Vert, le Kenya, le Sénégal et la Tanzanie ;
- dans les Caraïbes : Antigua-et-Barbuda, les Bahamas, Cuba, le Mexique et la République dominicaine.

## Flotte
Par la passé, la compagnie a eu dans sa flotte des ATR-72, des Boeing 737-300, des Boeing 737-400, des Boeing 737-500 et des Boeing 757-200.
En octobre 2020, sa flotte se compose de 10 appareils dont :

## Controverses
- Depuis plusieurs années, Blue Panorama Airlines facture des frais importants pour modifier le nom des passagers sur leur réservation . La compagnie aérienne facture 50 à 80 € par vol et par passager pour ajouter les deuxième et troisième prénoms des passagers sur leur billet. La majorité des compagnies traditionnelles ne facturent pas de frais de changement de nom pour compléter ce dernier  . Depuis l'année 2019, il est obligatoire de racheter un billet complet si le deuxième prénom n'est pas inscrit sur le billet. En Italie, où la compagnie est basée, la plupart des citoyens ont un unique prénom. Les frais de modification de nom affectent donc principalement les voyageurs non italiens, qui omettent de renseigner leur deuxième et/ou troisième prénom au moment de réserver leur voyage.